# 마르코 켐파이넨
마르코 켐파이넨(핀란드어: Marko Kemppainen, 1976년 7월 13일~)은 핀란드의 사격 선수이다. 주 종목은 스키트이며 2004년 하계 올림픽에서 남자 스키트 종목 은메달을 획득했다.